# 劍橋鎮區 (密蘇里州薩林縣)
劍橋鎮區（英語：Cambridge Township）是位於美國密蘇里州薩林縣的一個行政鎮區。

## 地方資料
劍橋鎮區的面積為219.61平方千米，當中陸地面積為211.71平方千米，而水域面積為7.90平方千米。根據2020年美國人口普查的數據，當地共有人口2353人，而人口密度為每平方千米10.71人。